# Cangkya Rölpe Dorje
Cangkya Rölpe Dorje (tibetisch ལྕང་སྐྱ་རོལ་པའི་རྡོ་རྗེ Wylie lcang skya rol pa'i rdo rje; geb. 1717 in Tianzhu, Gansu; gest. 1786), ein tibetisierter Mongole aus Amdo, war ein bedeutender Geistlicher der Gelug-Schule des tibetischen Buddhismus. Er war der 3. Cangkya Qutuqtu und übte einen großen Einfluss auf den Mandschu-Kaiser Qianlong (reg. 1735–1796) aus. Als Kind kam Rölpe Dorje unter Yongzheng nach Peking. Seine erste Tibet-Mission fand von 1734 bis 1735 statt, die zweite von 1757 bis 1759.
Er leitete die Zusammenstellung des Mandschu-Kanjur auf der Grundlage des chinesischen Tripitaka und die des mongolisch-tibetischen Lexikons Merged garqu-yin oron / Dag-yig mkhas pa'i byung gnas (im Chinesischen mir 智慧之源- „Quelle der Weisheit“ wiedergegeben). Er ist Verfasser einer Biographie über den 7. Dalai Lama, Kelsang Gyatsho (1708–1757).
Die insbesondere gegen die Bön- und Kagyü-Klöster Khams gerichteten Feldzüge Gushri Khans im 18. Jahrhundert wurden dem Tibetologen Gyurme Dorje zufolge von Cangkya Qutuqtu Rölpe Dorje auf das Gyarong-Gebiet ausgeweitet, wobei er es insbesondere auf die Bön- und Nyingma-Klöster abzielte.